# 〆さば
〆さば （しめさば、旧名：雨空トッポ・ライポ）は、日本の漫才コンビ。ビートたけし門下。T.Nゴンに所属する、たけし軍団のメンバーである。2006年にヒカルが死去したため、現在はアタルがピンで活動やアル北郷、お宮の松と「トリオロス アキオ」としても活動。

## メンバー
アタル
1968年11月4日（56歳） - 
旧名は雨空トッポ。本名：米谷 省三（まいたに しょうぞう）、香川県出身。放送作家としても活動しており、『おネプ!』(テレビ朝日)、『ヒメゴト』（テレビ朝日）、『情報7days ニュースキャスター』（TBS）などの番組に携わっていた。『足立区のたけし、世界の北野』(フジテレビ) では、しょ〜ぞ〜名義で番組中期以降に構成で参加。『たけしのコマ大数学科』では難しい数学の問題に、突如閃いて答えまで導きだす「アタルチャンス」を出す事もあり、マス北野 (師匠のたけし) からプライベートの時に問題の探りを入れられた経験もあった。現在はT.Nゴンに移籍。
ヒカル
1969年8月26日 - 2006年9月18日
旧名は雨空ライポ。本名：佐藤 智（さとう さとる）、山形県鶴岡市出身。同郷山形県出身で師匠たけしの相方であるビートきよしを漫才のネタに扱う事も多かった。『足立区のたけし、世界の北野』では、やまがた弁名義で番組中期以降に構成で参加。2006年9月18日、肝不全のため37歳で死去。

## 来歴
1989年2月、ニッポン放送『ビートたけしのオールナイトニッポン』放送後のビートたけしを待ち伏せ、弟子入り。
時事問題を扱った漫才を得意とした。爆笑問題は著書の中で、ライブなどで一緒になった時は、ネタが被らないよう事前に打ち合わせていたことを述懐している。
当初はコンビ名を以下に示すようにコロコロと変更。アタル曰く「たけし軍団で最も多く改名させられている」という。
- 「水呑百姓’（みずのみびゃくしょう）」
- 「北枕（きたまくら）」 - ここまでは弟子入り前[1]
- 「ピカドン亭原爆・水爆（げんばく すいばく）」
- 「タビックス1号2号」：ロンドンブーツ1号2号のパロディー
- 「えび道楽食べ放題飲み放題」
- 「ウッチャソナソチャソ」：ウッチャンナンチャンのパロディー
- 「ダッチョ倶楽部」：ダチョウ倶楽部のパロディー
- 「ダウソタウソ」：ダウンタウンのパロディー（同名のものまねタレントコンビも存在する）。TBSの『水曜日のダウンタウン』にたけしと共にアタルが出演した際このコンビ名の事を話し、本家ダウンタウンもたけし軍団内に実在したことは知っていた。
- 「雨空トッポ・ライポ」（あまぞらトッポ・ライポ）：青空トップ・ライトのパロディー。青空トップの公認を得た。

結局「雨空トッポ・ライポ」に落ち着き、しばらくこの芸名で活動していたが、2000年にテレビ番組『足立区のたけし、世界の北野』にて高田文夫が命名した「〆さばアタル・ヒカル」に改名した。
また、アタルはピン芸人となった後に「シロマティ」に改名させられそうになったが断っている。

## 出演作品
- タモリのボキャブラ天国（フジテレビ）
雨空トッポ・ライポ名義。キャッチフレーズは「軍団の鉄砲玉 → めざせ君 → 軍団のレイニーボーイ」と3回変わっていることから、最低3回は出場していることになる。
- 足立区のたけし、世界の北野（フジテレビ）
番組内で雨空トッポライポから"〆さば"と改名。
- たけしのコマネチ大学数学科 → たけしのコマ大数学科（フジテレビ）
コンビ時代から出演し、死別解散後はアタルがピンで出演。
- ビートたけしのお笑いウルトラクイズ（日本テレビ）
2007年放送の第20回にアタルが出演した。
- 情報7daysニュースキャスター (TBS）※アタルのみ
- たけしのダンカン馬鹿野郎!! (フジテレビ) ※アタルのみ

その他の番組
- 北野ファンクラブ（フジテレビ）※主に番組後期以降、出演が増えた。
- たまにはキンゴロー（フジテレビ）※レギュラー化前の4時間ライブスペシャルに兄弟子の浅草キッドと共に出演した。
- 爆笑BOOING（関西テレビ）勝ち抜けず
- シェイプUP グレード （テレビ朝日系）
- 深夜水族館 （テレビ朝日系）
- 今夜もハレホレ（TBSテレビ）
- 浅草橋ヤング洋品店 （テレビ東京）
- 名門パープリン大学日本校（テレビ東京）
- コスモエンジェル （東海テレビ）
- 艶々ナイト （テレビ埼玉）
- 突撃!お笑い風林火山 （フジテレビ）
- 韓流エロスの世界 （MONDO21）
- トッポ･ライポのはいぱーとらっプ （JAPAN FM NETWORK）
- 松本清張ドラマスペシャル・死の発送 （フジテレビ）※アタルのみ

その他映画や舞台などにも出演している。